# 贝尔加莫车站
贝尔加莫车站（義大利語：Stazione di Bergamo）是義大利倫巴底大區贝尔加莫的主要火车站，車站位於貝爾加莫市中心東南邊緣的Guglielmo Marconi廣場。該站於1854年4月22日在貝加莫 - 布雷西亞鐵路開通時啟用。